# Kharsarai
Kharsarai is een census town in het district Hooghly van de Indiase staat West-Bengalen. 

## Demografie
Volgens de Indiase volkstelling van 2001 wonen er 5850 mensen in Kharsarai, waarvan 51% mannelijk en 49% vrouwelijk is. De plaats heeft een alfabetiseringsgraad van 67%. 